# Economia de São Tomé i Príncipe
Des de 1800, l'economia de São Tomé i Príncipe es va basar en l'agricultura. En el temps de la independència, les plantacions que posseeixen els portuguesos ocupaven el 90% de les terres cultivables. Després de la independència, el control d'aquestes plantacions van passar a diverses empreses agrícoles estatals, que es van ser privatitzant amb el temps. El cultiu dominant a São Tomé i Principe és el cacau, que representa un 95% de les exportacions. Altres productes són la copra, margallons, banana i cafè.
La producció domèstica és inadequada per al consum local, per la qual cosa el país importa part d'aquest menjar. Han estat empresos els esforços que ha vingut fent el govern en els últims anys per expandir la producció alimentosa i uns altres grans projectes, la majoria d'ells, finançats per donants estrangers.
A més de l'agricultura, la principal activitat econòmica és la pesca i petites indústries del sector alimentós. Els paisatges de les illes tenen un potencial atractiu turístic, i el govern està tractant de millorar la infraestructura del lloc, que fins al moment és precària. El sector del govern representa un 11% de l'ocupació.
Després de la independència, el país ha centralitzat la seva economia i la majoria dels mitjans de producció són i estan controlats per l'Estat. La Constitució garanteix una economia mixta, amb cooperatives privades combinades amb propietat i mitjans de producció pública. En la dècada dels 80 i els 90, l'economia de Sao Tomé va travessar grans dificultats. L'economia es va veure estancada, i les exportacions de cacau van caure tant en valor, com en volum, creant grans dèficits. Els esforços per redistribuir les terres per a la plantació van resultar en un descens de la producció del cacau. Al mateix temps, els preus internacionals del cacau van caure.
En resposta a la crisi econòmica, el govern va dur a terme una sèrie de reformes. En 1987, es va implementar un programa d'ajust del Fons Monetari Internacional (FMI) i es va convidar a capitals privats a participar en activitats relacionades amb l'agricultura, el comerç, els bancs i el turisme. Les reformes dels noranta es van centrar en la privatització, especialment en l'agricultura i els sectors industrials. Existeix potencial per a exploració de petroli al seu mar territorial, que està investigat amb ajuda de Nigèria.
El va ser beneficiat el desembre de 2000 amb el perdó de US$ 200 milions del seu deute extern, sota el programa d'ajuda als Països Altament Endeutats.